# اس‌ام یوبی-۷
اس‌ام یوبی-۷ (به انگلیسی: SM UB-7) یک زیردریایی بود که طول آن ۹۲ فوت ۲ اینچ (۲۸٫۰۹ متر) بود. این زیردریایی در سال ۱۹۱۵ ساخته شد.